# NXT Deadline (2024)
NXT Deadline 2024 року (стилізовано під DEADL1NE) — третє щорічне шоу професійного реслінгу NXT Deadline, організоване WWE у форматі ефіру наживо. Воно проводилося за участі реслерів з підготовчого бренду компанії NXT. Подія відбулася в суботу, 7 грудня 2024 року, на Minneapolis Armory у Міннеаполісі, штат Міннесота, США.
На заході було проведено п'ять поєдинків. У головній події Джулія виграла матч за правилами Iron Survivor Challenge й здобула можливість поборотись за жіноче чемпіонство жовтого бренду. У аналогічному матчі серед чоловіків переміг Оба Фемі. В інших примітних поєдинках Лола Вайс виграла у Джайди Паркер в матчі за правилами «підвалу NXT». В свою чергу Трік Вільямс захистив своє чемпіонство NXT у бою проти Ріджа Голланда.

## Матчі
| №                                                    | Результати | Умови                                                                                       | Час   |
| ---------------------------------------------------- | --- | ------------------------------------------------------------------------------------------- | ----- |
| 1                                                    | Оба Фемі (3) переміг Веса Лі (1), Дже'Вона Еванса (2), Нейтана Фрейзера (1) та Ітана Пейджа (2) набравши найбільшу кількість балів. | Чоловічий матч Iron Survivor Challenge за перше претендентство на чемпіонство NXT           | 25:00 |
| 2                                                    | Лола Вайс перемогла Джайду Паркер технічним підкоренням опонентки.                                                                  | Матч за правилами NXT Underground                                                           | 11:05 |
| 3                                                    | Нейтан Фрейзер й Аксіом (c) перемогли No Quarter Catch Crew (Майлз Борн і Тавіон Хайтс) утриманням опонента.                        | Командний матч за командне чемпіонство NXT                                                  | 15:30 |
| 4                                                    | Трік Вільямс (c) переміг Ріджа Голланда утриманням опонента.                                                                        | Одиночний матч за чемпіонство NXT                                                           | 15:50 |
| 5                                                    | Джулія (2) перемогла Сол Руку (1), Стефані Вакер (1), Зарію (1) й Рен Сінклер (1) набравши найбільшу кількість балів.               | Жіночий матч Iron Survivor Challenge за перше претендентство на чемпіонство NXT серед жінок | 25:00 |
| \| (c) \| – чемпіон(-и) на момент старту поєдинку \| | |                                                                                             |       |
| (c)                                                  | – чемпіон(-и) на момент старту поєдинку                                                                                             |                                                                                             |       |

### Матч за правилами Iron Survivor Challenge серед чоловіків
| Рахунок   | Виграв бал     | Зароблено бал на | Спосіб     | Час   |
| --------- | -------------- | ---------------- | ---------- | ----- |
| 0–0–0–0–1 | Вес Лі         | Дже'Вон Еванс    | Утримання  | 04:51 |
| 0–0–1–0–1 | Нейтан Фрейзер | Ітан Пейдж       | Утримання  | 10:35 |
| 1–0–1–0–1 | Ітан Пейдж     | Нейтан Фрейзер   | Утримання  | 12:39 |
| 1–0–1–1–1 | Оба Фемі       | Дже'Вон Еванс    | Утримання  | 16:13 |
| 1–1–1–1–1 | Дже'Вон Еванс  | Вес Лі           | Утримання  | 18:38 |
| 2–1–1–1–1 | Ітан Пейдж     | Оба Фемі         | Утримання  | 21:14 |
| 2–2–1–1–1 | Дже'Вон Еванс  | Ітан Пейдж       | Утримання  | 21:47 |
| 2–2–1–3–1 | Оба Фемі       | Нейтан Фрейзер   | Утримання* | 24:47 |
| 2–2–1–3–1 | Оба Фемі       | Вес Лі           | Утримання* | 24:47 |
| Переміг   | Оба Фемі       |                  |            | 25:00 |

* — одночасне утримання

### Матч за правилами Iron Survivor Challenge серед жінок
| Рахунок   | Виграла бал   | Зароблено бал на | Спосіб    | Час   |
| --------- | ------------- | ---------------- | --------- | ----- |
| 1–0–0–0–0 | Джулія        | Рен Сінклер      | Утримання | 09:47 |
| 1–1–0–0–0 | Сол Рука      | Рен Сінклер      | Утримання | 11:37 |
| 1–1–0–0–1 | Зарія         | Джулія           | Утримання | 17:41 |
| 1–1–1–0–1 | Стефані Вакер | Рен Сінклер      | Утримання | 22:35 |
| 1–1–1–1–1 | Рен Сінклер   | Сол Рука         | Утримання | 24:20 |
| 2–1–1–1–1 | Джулія        | Зарія            | Утримання | 24:51 |
| Перемогла | Джулія        |                  |           | 25:00 |